# توگ کلاس هلگولند
توگ کلاس هلگولند (به انگلیسی: Helgoland-class tug) یک کلاس از کشتی است که طول آن ۶۸ متر (۲۲۳ فوت ۱ اینچ) می‌باشد.